# Geraldo Conde
Geraldo de Jesús Conde (ur. 1 października 1952 w Beirze) – mozambicki piłkarz grający na pozycji napastnika. W swojej karierze grał w reprezentacji Mozambiku.

## Kariera klubowa
W swojej karierze piłkarskiej Conde grał w klubach Clube Ferroviário de Beira (1976-1977), CD Matchedje de Maputo (1978-1983), CD Maxaquene (1984-1988) i Primeiro de Maio Maputo (1991-1992). Wraz z CD Maxaquene wywalczył trzy tytuły mistrza Mozambiku w sezonach 1984, 1985 i 1986 oraz zdobył dwa Puchary Mozambiku w sezonach 1986 i 1987.

## Kariera reprezentacyjna
W 1986 roku Conde został powołany do reprezentacji Mozambiku na Puchar Narodów Afryki 1986. Na tym turnieju rozegrał trzy mecze grupowe: z Wybrzeżem Kości Słoniowej (0:3), z Senegalem (0:2) i z Egiptem (0:2).